# Hala Kondratowa

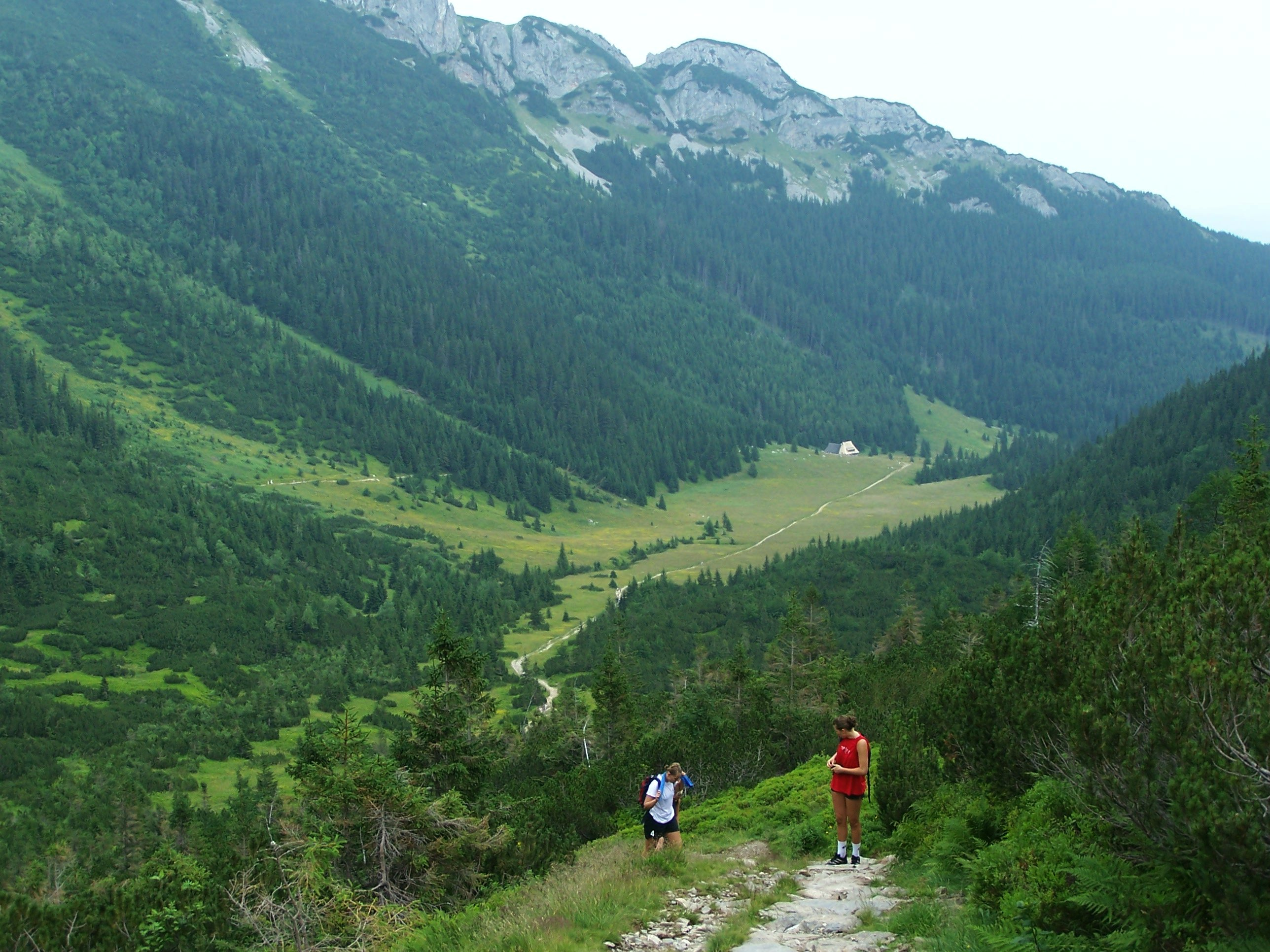
Tereny hali, u góry Długi Giewont

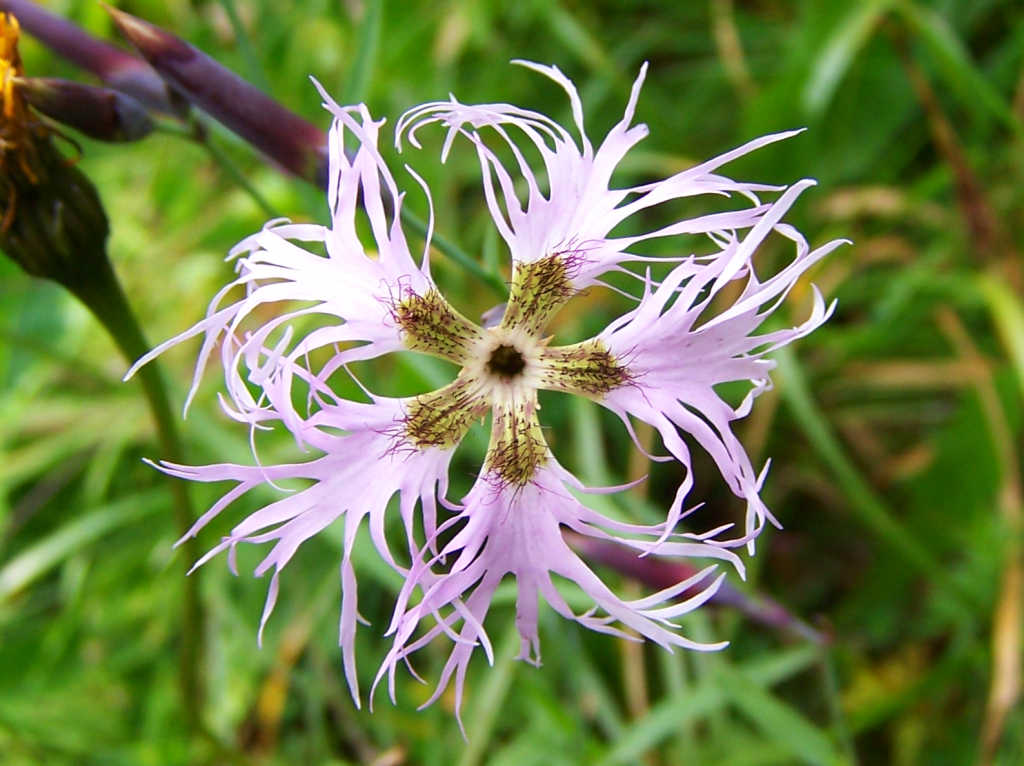
Goździk okazały

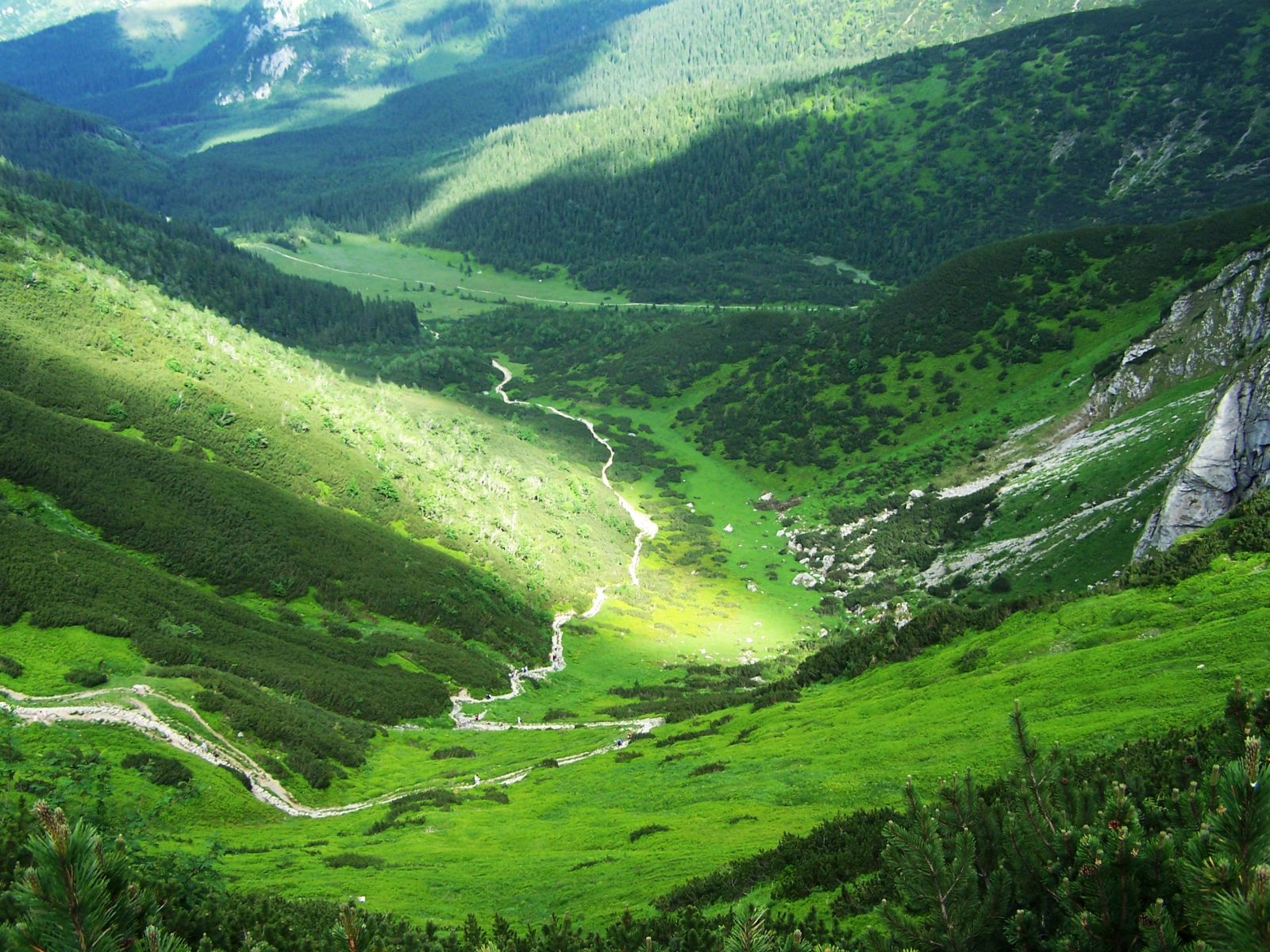
Górna część terenów hali

Hala Kondratowa – dawna hala pasterska w Dolinie Kondratowej w Tatrach Zachodnich.

## Opis i historia hali
Nazwa hali pochodzi prawdopodobnie od pierwszego właściciela. Płaskie dno doliny było niegdyś stawem morenowym. Do hali należała kośna Polana Kondratowa, wypasano zaś głównie na południowych zboczach Giewontu (świadczą o tym np. nazwy jego południowych żlebów: Koński Żleb, Krówski Żleb), w Dolinie Małego Szerokiego, na zboczach Długiego Żlebu i w Dolinie Suchej Kondrackiej.
Hala Kondratowa wypasana była od dawna. Już w 1676 r. król Jan III Sobieski nadał ją w posiadanie sołtysowi wsi Pieniążkowice. Potem w wyniku dziedziczenia prawo do wypasania na niej uzyskali mieszkańcy wsi: Biały Dunajec, Pieniążkowice, Poronin, Pyzówka, Szaflary, Zakopane. W 1819 r. wykupili ją Uznańscy. Około połowy XIX wieku bacował na niej zbójnik Wojciech Gał z Olczy.
W okresie międzywojennym powstała skocznia narciarska na Hali Kondratowej. W 1936 roku z powodu braku śniegu na Wielkiej Krokwi odbyły się na niej Mistrzostwa Polski, w których zwyciężył Stanisław Marusarz. W 1956 roku skakano na tej skoczni podczas zgrupowań przed Igrzyskami Olimpijskimi w Cortina d’Ampezzo. Na dwutygodniowe zgrupowania przedolimpijskie wykorzystywano pobliskie schronisko Stanisława Skupnia. Obiekt miał drewniany rozbieg oraz naturalny zeskok. Oprócz tego istniała jeszcze rezerwowa skocznia. Znajdowała się na dole polany i była zbudowana ze śniegu. Wykorzystywano ją, gdy warunki wietrzne nie pozwalały na skakanie na większej skoczni. Dziś po skoczniach na Hali Kondratowej nie ma nawet śladu.
Po II wojnie światowej tereny hali stały się własnością TPN. Na polanie stały zabudowania: bacówka, szopy i szałasy, po II wojnie światowej było ich 5. Do lat 80. przetrwał tylko jeden szałas (bacówka), który w 1978 r. został wciągnięty na listę zabytków, a w 1984 r. został wyremontowany przez Muzeum Tatrzańskie. Obecnie na Polanie Kondratowej stoi schronisko PTTK na Hali Kondratowej.
W sierpniu 1948 r. Tadeusz Zwoliński pisał o Hali Kondratowej:
Hala Kondratowa... Ileż wspomnień wiąże się dla nas, taterników i narciarzy, z tym uroczym zakątkiem tatrzańskim, drzemiącym w upalne dni lata w promieniach słońca, w usypiającym podźwięku i „turlikaniu” dzwonków owczych i krowich. Jest i była to od lat niepamiętnych brama wypadowa rozlicznych szlaków turystycznych – na Giewont, w Czerwone Wierchy, w puste, dalekie doliny Tatr Zachodnich... Tu stawiało pierwsze swe kroki przed 40 laty – narciarstwo polskie, ogarniające dziś żywiołowym ruchem całe młode nasze pokolenie... Dlatego też Hala Kondratowa miła jest sercu każdego miłośnika Tatr – zarówno pamiętającego ją od lat dziecinnych Zakopianina – jak i przybysza ze stron dolinnych.
Po przejęciu Hali Kondratowej przez TPN zabroniono wypasu na niej. Nadmierny wypas niszczył Tatry i szkodził ich przyrodzie. Na łąkach Hali Kondratowej rośnie wiele roślin górskich, m.in.: tojad mocny, omieg górski, miłosna górska, dzwonek wąskolistny, jastrzębiec pomarańczowy, szafran spiski, ostrożeń lepki, goryczka kropkowana, ciemiężyca zielona, a nawet tak rzadkie, jak goździk okazały. Ujemnym skutkiem zaprzestania wypasu jest zarastanie hali – duża część dawnej hali zarosła już od tego czasu lasem i kosówką. Dzieje się to ze szkodą dla walorów turystycznych i roślinności hal górskich, która wyginie wraz z halami.

## Szlaki turystyczne
– niebieski z Kuźnic do schroniska, a stąd dalej na Kondracką Przełęcz i Giewont
- Czas przejścia z Kuźnic do schroniska: 1:20 h, ↓ 1 h
- Czas przejścia ze schroniska na Giewont: 1:45 h, ↓ 1:15 h

 – zielony od schroniska na Przełęcz pod Kopą Kondracką. Czas przejścia: 1:20 h, ↓ 1 h